# ریورساید، شهرستان لین، اورگن
ریورساید (به انگلیسی: Riverside) یک منطقهٔ مسکونی در ایالات متحده آمریکا است که در Linn County واقع شده‌است. ریورساید ۶۷٫۹۷ متر بالاتر از سطح دریا واقع شده‌است.